# Frank Froeba
Frank Froeba (* August 1907 in New Orleans; †  16. Februar 1981) war ein US-amerikanischer Pianist und Bandleader des New Orleans Jazz.

## Leben
Froeba begann seine Musikerkarriere bereits als Jugendlicher in den Bands von Johnny Wiggs und John Tobin. 1924/25 spielte er dann bei Johnny De Droit in New York City; danach leitete er in der zweiten Hälfte der Dekade eine eigene Formation in Atlantic City. Daneben arbeitete er in verschiedenen Tanzorchestern. Aufnahmen entstanden 1930 mit Jack Purvis und 1932 mit Jack Bland; von 1933 bis 1935 arbeitete er bei Benny Goodman. Von 1935 bis 1944 leitete er seine eigene Band, mit der er Schallplatten für Decca Records einspielte, unter anderem mit Bunny Berigan, Artie Shapiro, Cozy Cole und Joe Marsala. Mit drei Titeln gelangte er auch in die Billboard Top 30, mit „The Music Goes Round and Round“ (1935, #7), dem „Organ Grinder’s Swing“ (1936, #12) und zuletzt im November 1936 mit „It All Begins and Ends with You“, der #20 erreichte.
In den 1930er und 1940er Jahren fungierte der als Hauspianist bei zahlreichen Aufnahmesessions von Decca; so wirkte er unter anderem bei Einspielungen von Bob Howard und Lil Armstrong mit. Er zog 1955 nach Miami und trat unter dem Namen Frank Froba als Unterhaltungsmusiker auf.